# 季紅真
季紅真，中國當代女性文學批評家，浙江龍泉人。少年時代在北京大興、河北易縣讀中學。畢業後當過農民、打字員。1978年考入吉林大學中文系，1981年獲學士學位。1982年入北京大學中文系攻讀研究生，1984年獲碩士學位，到中國作協創作研究室工作。 1988年評為中國作協副研究員。其長篇論文《文明與愚昧的衝突》、《中國近年小說與西方現代文學》，把社會歷史批評與現代文學、人類學、文體學結合起來。著有評論集《文明與愚昧的衝突》、《眾神的肖像》、《憂鬱的靈魂》等。

## 延伸閱讀
- 簡論季紅真文學批評特點